# Richard Varga
Richard Varga (Bratislava, 28 januari 1989) is een triatleet uit Slowakije. Hij nam namens zijn vaderland deel aan de Olympische Spelen in Londen. Daar eindigde hij op de 22ste plaats in de eindrangschikking met een tijd van 1:49.25. Hij is viervoudig wereldkampioen op het onderdeel aquatlon (zwemmen en hardlopen).

## Palmares

### triatlon
- 2013: 20e WK olympische afstand - 1569 p
- 2015: 20e WK olympische afstand - 1570 p
- 2016: 27e WK olympische afstand - 863 p

1998: Shane Reed ·
1999: Shane Reed ·
2000: Matty Reed ·
2001: Iván Raña ·
2002: Kris Gemmell ·
2003: Richard Stannard ·
2004: Shane Reed ·
2005: Tim Don ·
2006: Richard Stannard ·
2007: Sergio Sarmiento ·
2008: Brent Foster ·
2009: Antonio Mansur ·
2010: Richard Varga ·
2011: Richard Stannard ·
2012: Richard Varga ·
2013: Richard Varga ·
2014: Yuichi Hosoda ·
2015: Richard Varga ·
2016:  ·
2017:  ·
2018: Emmanuel Lejeune